# Neobisium nivale
Espèce
Synonymes
- Obisium nivale Beier, 1929

Neobisium nivale est une espèce de pseudoscorpions de la famille des Neobisiidae.

## Distribution
Cette espèce est endémique d'Andalousie en Espagne. Elle se rencontre dans la Sierra Nevada.

## Description
L'holotype mesure 3,5 mm.

## Systématique et taxinomie
Cette espèce a été décrite sous le protonyme Obisium nivale par Beier en 1929. Elle est placée dans le genre Neobisium par Beier en 1932.

## Publication originale
- Beier, 1929 : Die Pseudoskorpione des Wiener Naturhistorischen Museums. II. Panctenodactyli. Annalen des Naturhistorischen Museums in Wien, vol. 43, p. 341-367 (texte intégral).